# M202 FLASH
El M202 FLASH (FLame Assault SHoulder Weapon; acrónimo de lanzallamas de asalto de hombro, en inglés) es un lanzacohetes estadounidense, diseñado para reemplazar a los lanzallamas de la Segunda Guerra Mundial como el M1 y M2, que todavía estaban en servicio en la década de 1960. El M202 está basado en el prototipo XM191, un lanzacohetes de napalm que fue ampliamente probado en la Guerra de Vietnam.

## Descripción
El M202A1 tiene cuatro tubos que se cargan con cohetes incendiarios de 66 mm. Los cohetes M74 están equipados con ojivas M235, que contienen aproximadamente 0,61 kg (1,34 libras) de agente incendiario. La sustancia, frecuentemente confundida con el napalm, es de hecho un agente pirofórico espesado (APE).
El APE es trietilaluminio (TEA) espesado con polisobutileno. El TEA es un compuesto organometálico, es pirofórico y se enciende espontáneamente con temperaturas de 1.200 °C (2192 °F) cuando es expuesto al aire. Arde "al blanco vivo" debido al aluminio, que produce una mayor temperatura que la gasolina o el napalm. La luz y el calor emitidos son muy intensos y pueden producir quemaduras a cierta distancia sin tener contacto directo con la llama, solamente por radiación térmica.
Al tener el mismo calibre que el contemporáneo lanzacohetes antitanque M72 LAW, en teoría era posible disparar cohetes antitanque HEAT en lugar de los incendiarios, de hecho el XM191 era capaz de esto. Sin embargo, no se desarrolló un cohete antitanque para el M202.  
El arma se dispara desde el hombro derecho, pudiendo ser disparada estando de pie, acuclillado o echado en el suelo. Tiene un gatillo que facilita disparar los cuatro cohetes a la vez, no solamente uno por uno. Después de disparar, es recargado con un peine de 4 cohetes.
El M202A1 tiene una probabilidad de impacto del 50% contra los siguientes blancos a las distancias indicadas:
- Tronera de búnker: 50 m
- Ventana: 125 m
- Arma posicionada o vehículo estacionado: 200 m
- Grupo de tropas del tamaño de una escuadra: 500 m

Se asume que la probabilidad de impacto del 50% es con los cuatro cohetes disparados al mismo tiempo.

## Historial de combate

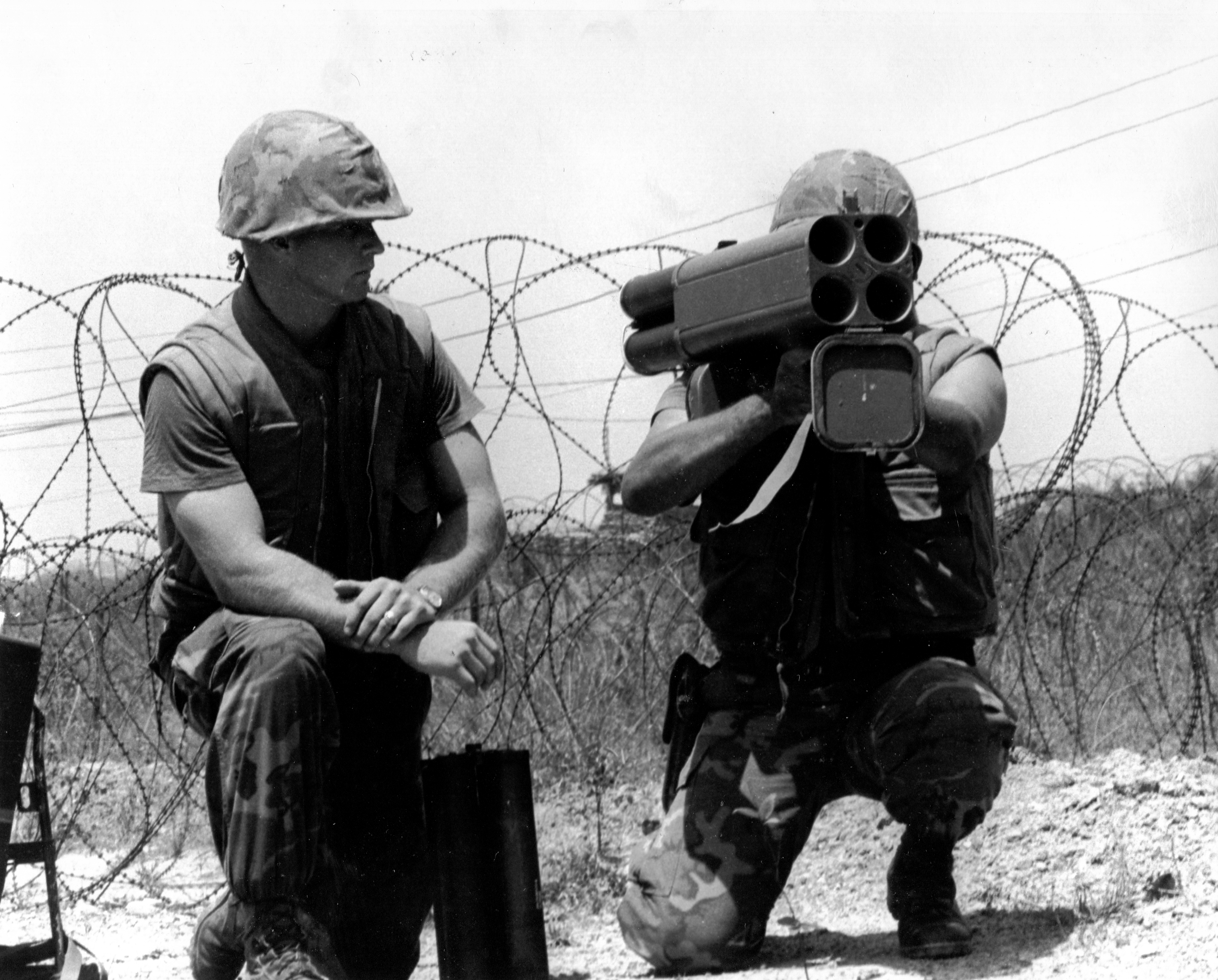
Marines practicando con un M202 en Vietnam del Sur, 1970.

El M202A1 fue suministrado según era necesario, generalmente uno por pelotón, aunque los cuarteles generales de las compañías estaban autorizados a tener 9 lanzacohetes M202A1. Al igual que la mayoría de lanzacohetes, no se entrenaron soldados especialistas sino que el arma era llevada junto al fusil del soldado. Aunque mucho más ligero que el lanzallamas M2 al que reemplazó, el lanzacohetes todavía era voluminoso para emplearse y su munición no era fiable. Como resultado, el arma fue mayormente relegada a los depósitos hacia mediados de la década de 1980, aunque nominalmente forma parte del arsenal del Ejército estadounidense.
En conflictos recientes, las tropas estadounidenses han empleado municiones termobáricas, al igual que armas pirofóricas. El M202A1 está entre las armas del inventario de las unidades estadounidenses que participan en la Guerra de Afganistán.

## Usuarios
- Ejército de los Estados Unidos
- Ejército de la República de Corea